# Parmenonta maculata
Parmenonta maculata là một loài bọ cánh cứng trong họ Cerambycidae.